# Viby kyrka, Östergötland
Viby kyrka är en kyrkobyggnad i Viby i Linköpings stift. Den är församlingskyrka i Vifolka församling. Det medeltida tornet ses från E4 strax öster om Mantorp. Kyrkan nås från den gamla riksvägen mellan Mantorp och Linköping.

## Kyrkobyggnaden
Vid undersökningar 1934 och 1962 framkom under golvet grundmurna till den äldsta stenkyrkan, som bestod av långhus, något smalare kor samt grund och bred absid, tillsammans 14,5 meter lång och 6,3 meter bred (inom murarna). Kyrkobyggnaden anses ha stått klar senast omkring 1200. Den försågs med valv under medeltidens senare del. I samband med renoveringarna påträffades ett fragment till en runristad gravkista från missionstiden. Detta torde innebära att där funnits en begravningsplats med en stavkyrka redan på 1000-talet.
Kvar av stenkyrkan är endast det nuvarande tornet. Denna lilla medeltidskyrkan blev föremål för flera förändringar. I slutet av 1500-talet eller början av 1600-talet revs koret och ersattes med ett större. Vid den äldsta kyrkans absidmur uppfördes en ny triumfbåge, och öster om denna förlängdes kyrkan med cirka 6 meter. Vid 1934 års undersökningar hittades grunden till två tillbyggnader i norr och söder.
Kyrkan skall enligt uppgifter i "Linköpings stifts Prästekrönika" ha bränts av danskarna 1566 men blivit reparerad ett par år efteråt. Klockstapeln byggdes 1567. I söder uppfördes ett vapenhus av sten och invid detta ett gravkor åt kommendören Johan Alexander Götherhielm (1688-1764).
1776 ombyggdes kyrkan. Större delen, utom tornet och västra delen av norra muren, revs därvid. Resultatet blev att kyrkan, som stod klar samma år, fick de dimensioner den nu har.
Restaureringarna år 1934 och 1962 har återställt den gustavianska interiören, vilken domineras av Pehr Hörbergs altartavla, målad 1796.

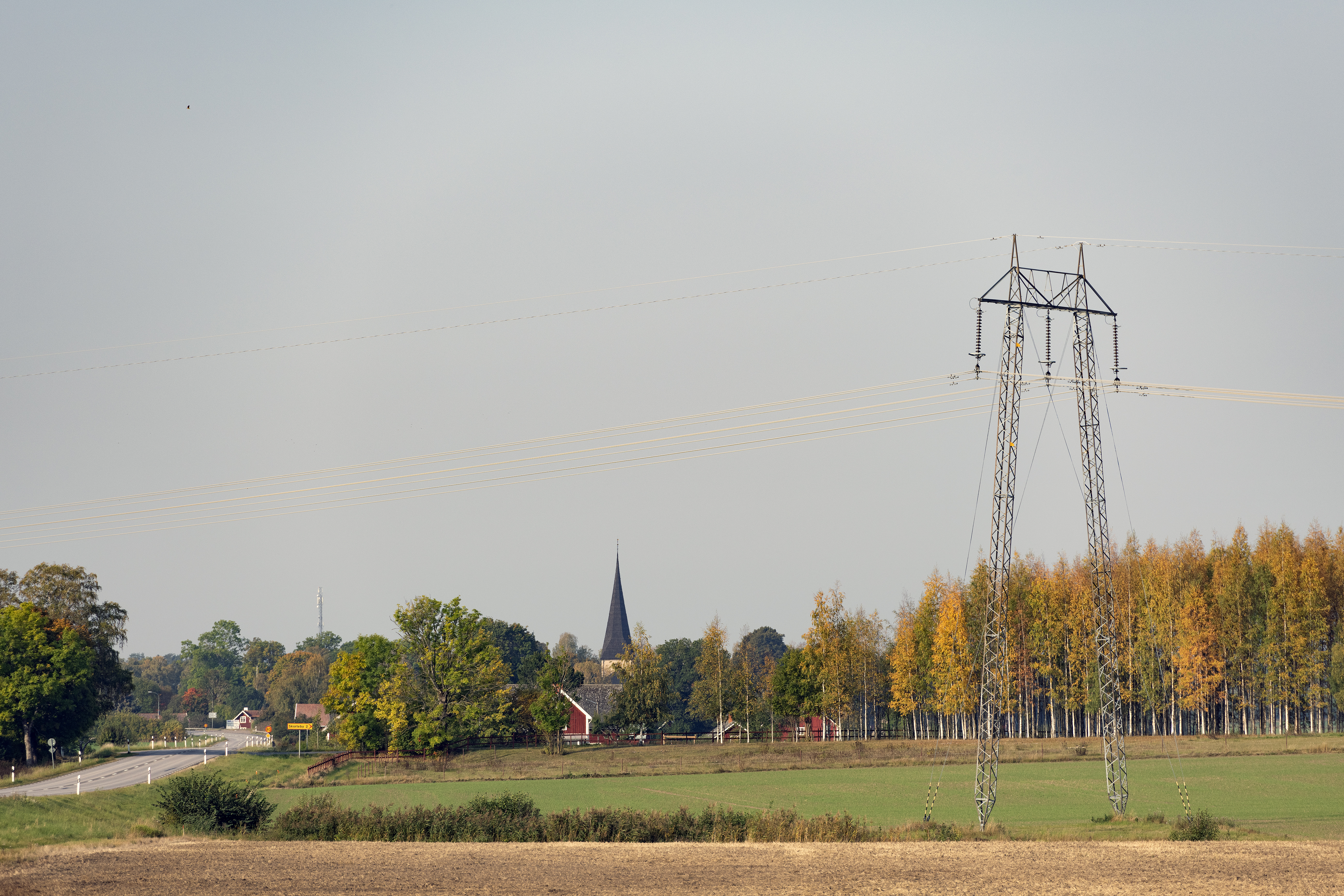
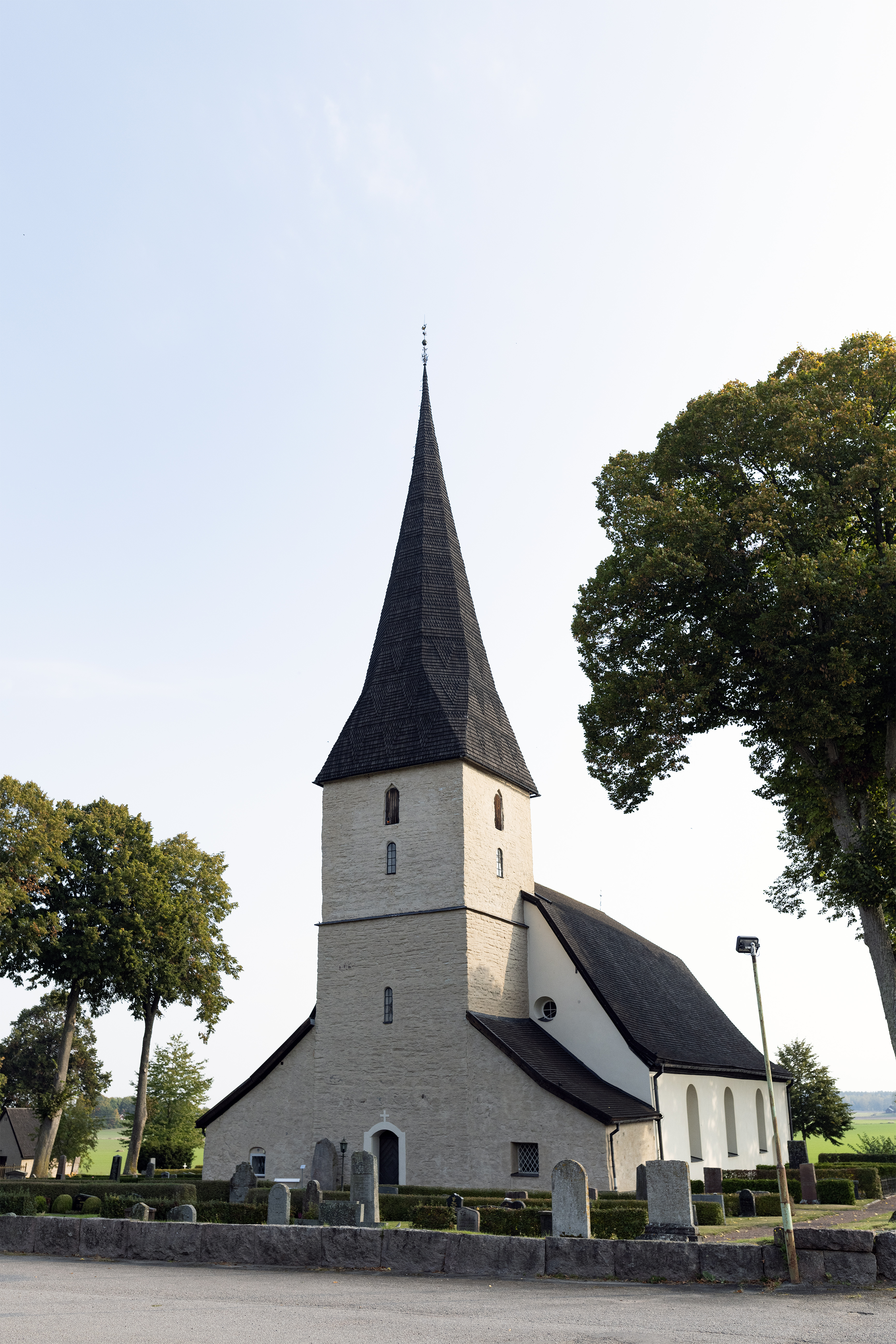
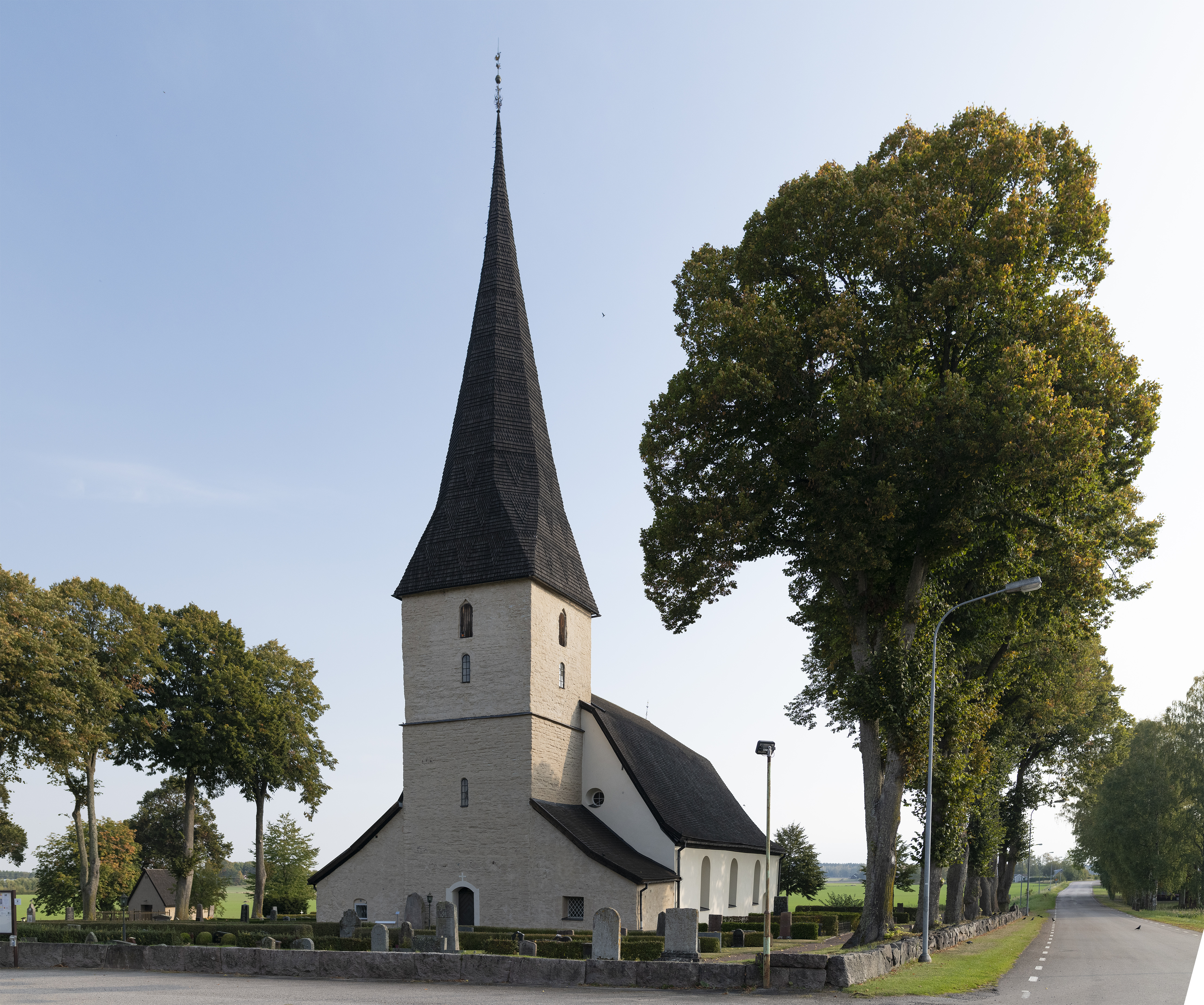
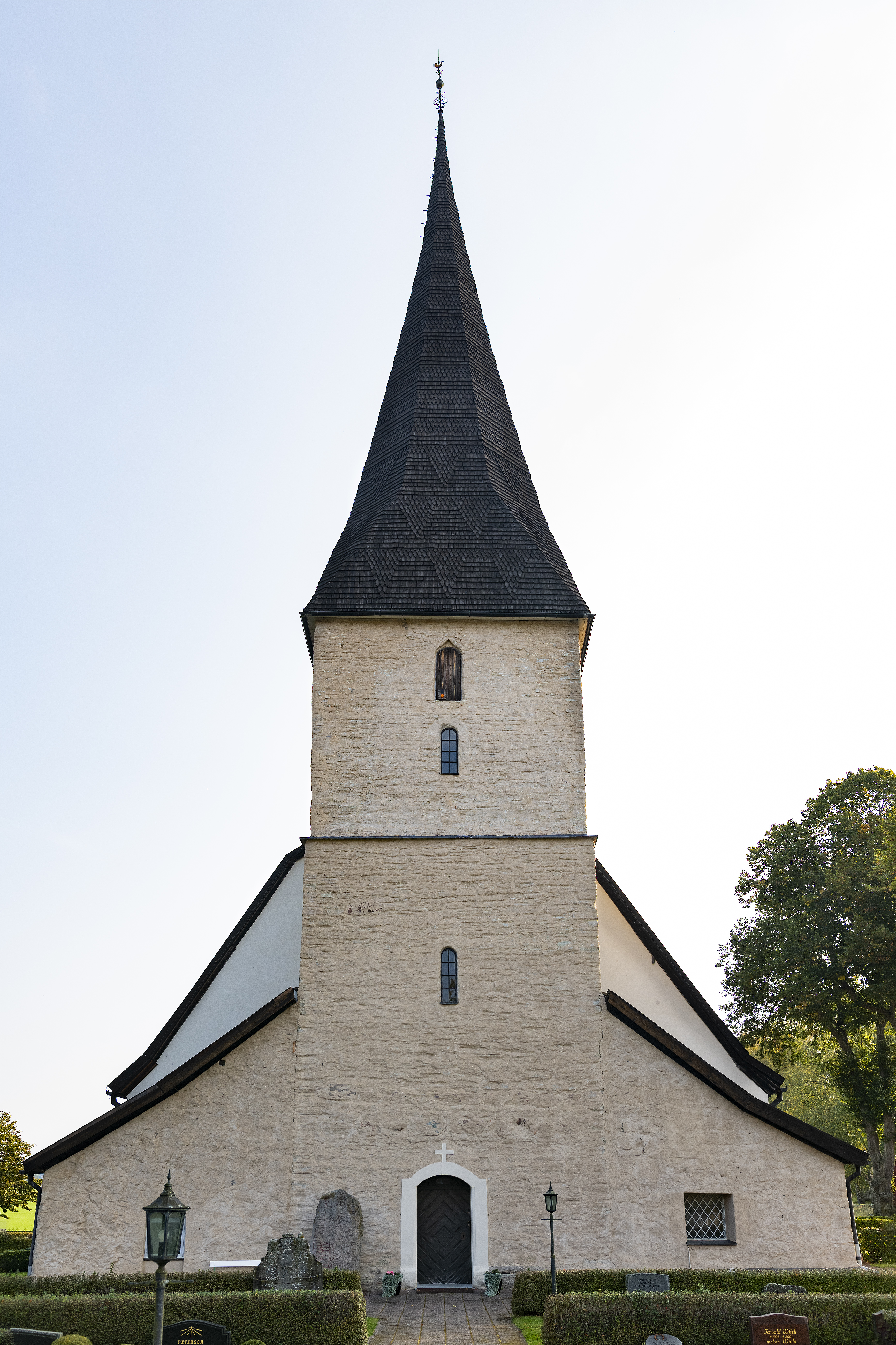
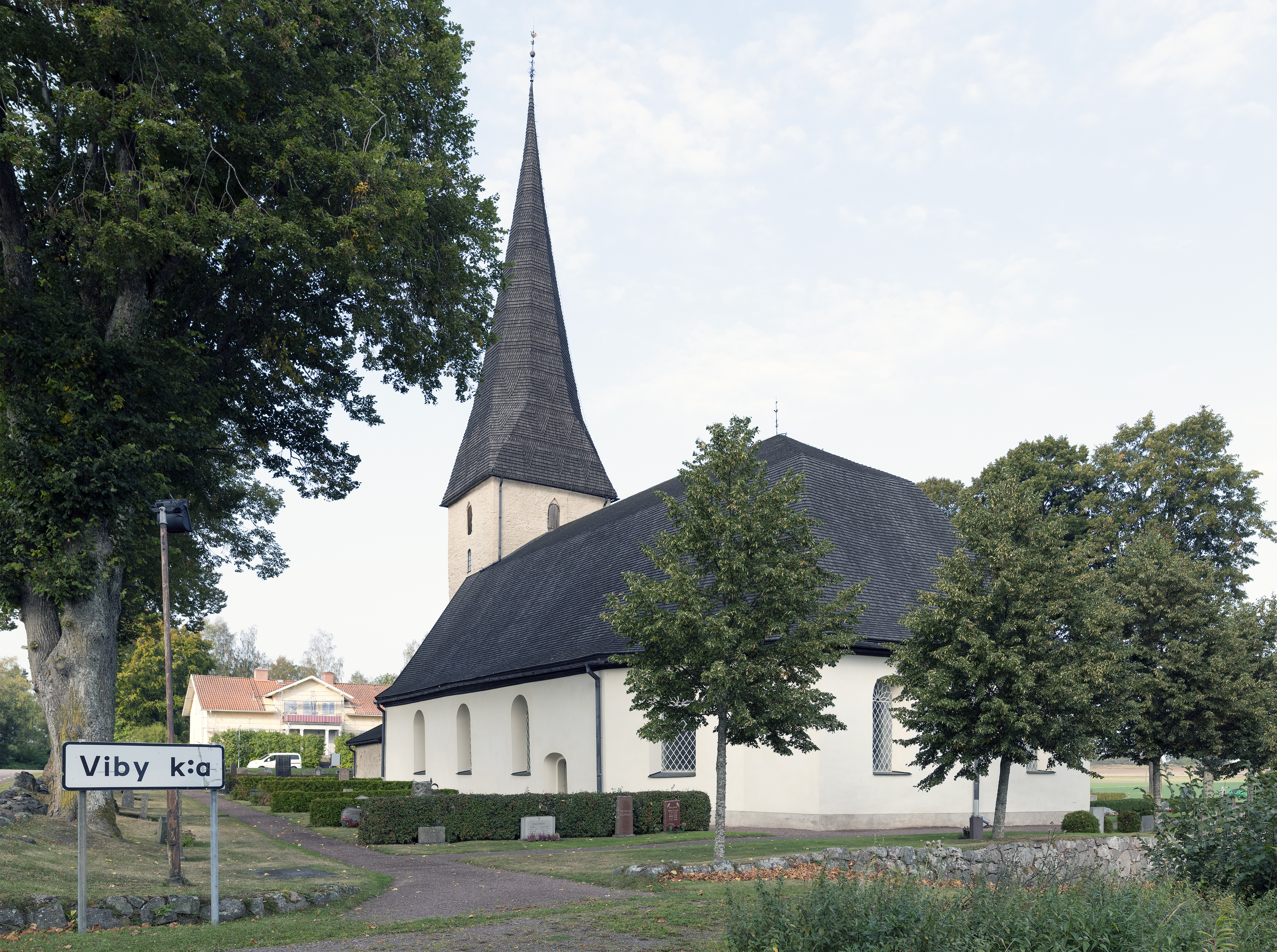

## Inventarier
- I koret står en dopfunt av kalksten från 1659, troligen tillverkad av Michael Hacke i Skänninge.

- Bland textilierna finns bl.a. flera äldre mässhakar (se exempel från 1772).
- Flygel tillverkad av Weinbach.
- Ett epitafium över Johan Alexander Götherhielm.

### Orglar
- 1782 byggde Lars Strömblad, Ödeshög en orgel med sjutton stämmor på en manual och pedal. År 1836 reparerades orgeln av Anders Jonsson och Svümenberg i Linköping utförde dekorationer och målningar. Orgeln byggdes om under 1800-talet.

| Manual I     | Manual II     | Pedal         | Koppel |
| Principal 8’ | Principal 8’  | Subbas 16’    |        |
| Äolin 8’     | Gamba 8’      | Principal 8'  |        |
| Gedackt 8    | Flöjt 4’      | Gedakt 8’     |        |
| Oktava 4’    | Qvinta 2 2⁄3' | Qvinta 5 1⁄3  |        |
| Flöjt 4'     |               | Oktava 4'     |        |
| Oktava 2’    |               | Scharf 3 chor |        |
| Trumpet 8'   |               | Basun 16'     |        |
|              |               | Trumpet 8'    |        |
|              |               |               |        |

- 1950 byggde Nils Hammarberg en orgel med nitton stämmor bakom fasaden från 1782.

| Huvudverk I C-g3 | Svällverk II C-g3 | Pedal C-f1 | Koppel            |
| Principal 8’     | Rörflöjt 8’       | Subbas 16’ | I/P               |
| Gedackt 8’       | Salicional 8’     | Oktava 8’  | II/P              |
| Oktava 4’        | Gemshorn 4’       | Flöjt 4'   | II/I              |
| Hålflöjt 4’      | Kvintadena 4’     |            | I 4'/I            |
| Kvinta 2 2⁄3'    | Nasard 2 2⁄3'     |            | II 16'/I          |
| Oktava 2’        | Principal 2'      |            | Registersvällare  |
| Mixtur 3 ch      | Ters 1 3⁄5'       |            | 1 fri kombination |
| Trumpet 8'       | Oktava 1'         |            | Tutti             |
|                  | Crescendosvällare |            |                   |
|                  | Tremulant         |            |                   |

#### Kororglar
- Kororgeln från 1970 var byggd av Anders Perssons Orgelbyggeri och var mekanisk.

| Manual       | Pedal      | Koppel  |
| Gedackt 8’   | Sordun 16’ | Man/Ped |
| Rörflöjt 4’  |            |         |
| Principal 2’ |            |         |
| Oktava 1’    |            |         |

- En ny kororgel tillverkades 1996 av Johannes Menzel Orgelbyggeri, Härnösand. Orgeln är byggd i massiv furu och ek, mässing och läder. Den är målad med oljefärg och förgylld med bladguld.

| Huvudverk I C-g3     | Svällverk II C-g3 | Pedal C-f1 | Koppel |
| Principal 8’ (fasad) | Gedackt 8’ (trä)  | Subbas 16’ | I/P    |
| Fl. d'amour 8’ (trä) | Rörflöjt 4’       | Borduna 8’ | II/P   |
| Oktava 4’            | Flöjt 2’          |            | II/I   |
| Flöjt 4’ (trä)       | Regal 8’          |            |        |
| Quinta 2 2⁄3'        | Tremulant         |            |        |
| Oktava 2’            | Crescendosvällare |            |        |
| Mixtur II ch         |                   |            |        |
| Tremulant            |                   |            |        |

## Runstenar
På kyrkogården står tre runstenar, varav den ena påträffades vid restaureringen 1962. Den är daterad till 900-talets slut och har följande inskription: "Hök reste denna sten efter den duktige unge mannen och gjorde detta kummel efter sin son, den allgode drängen. Han hette Gemar". De övriga två stenarna har fragmentariska inskriptioner.
Följande är runstenarna på Viby kyrkogård:
- Östergötlands runinskrifter 204
- Östergötlands runinskrifter 205
- Östergötlands runinskrifter Fv1965;54

På kyrkogården står även Östergötlands runinskrifter 244, en ornamentalt ristad sten som saknar runor.

## Galleri

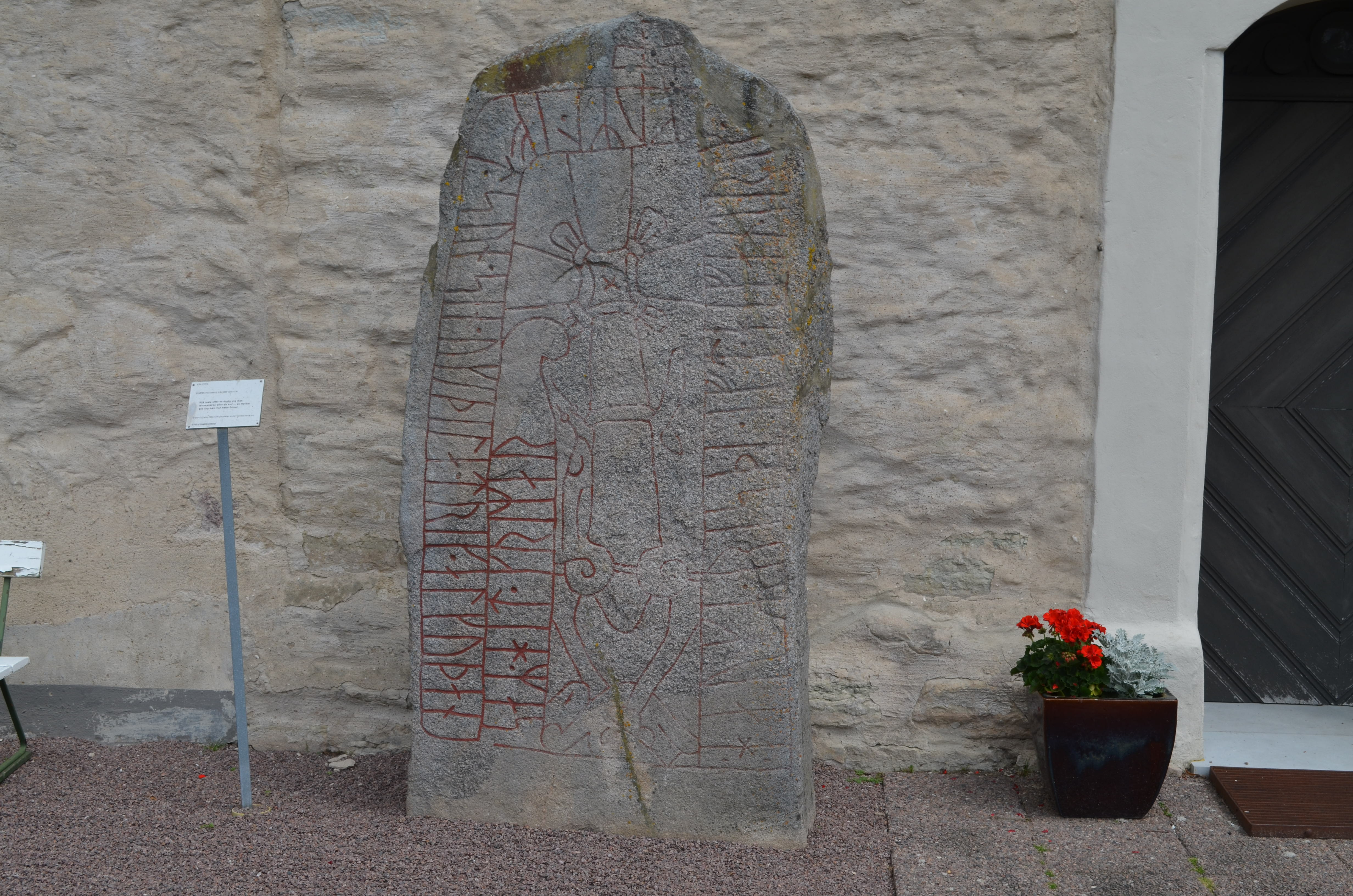
Runstenen till minne av Gemar
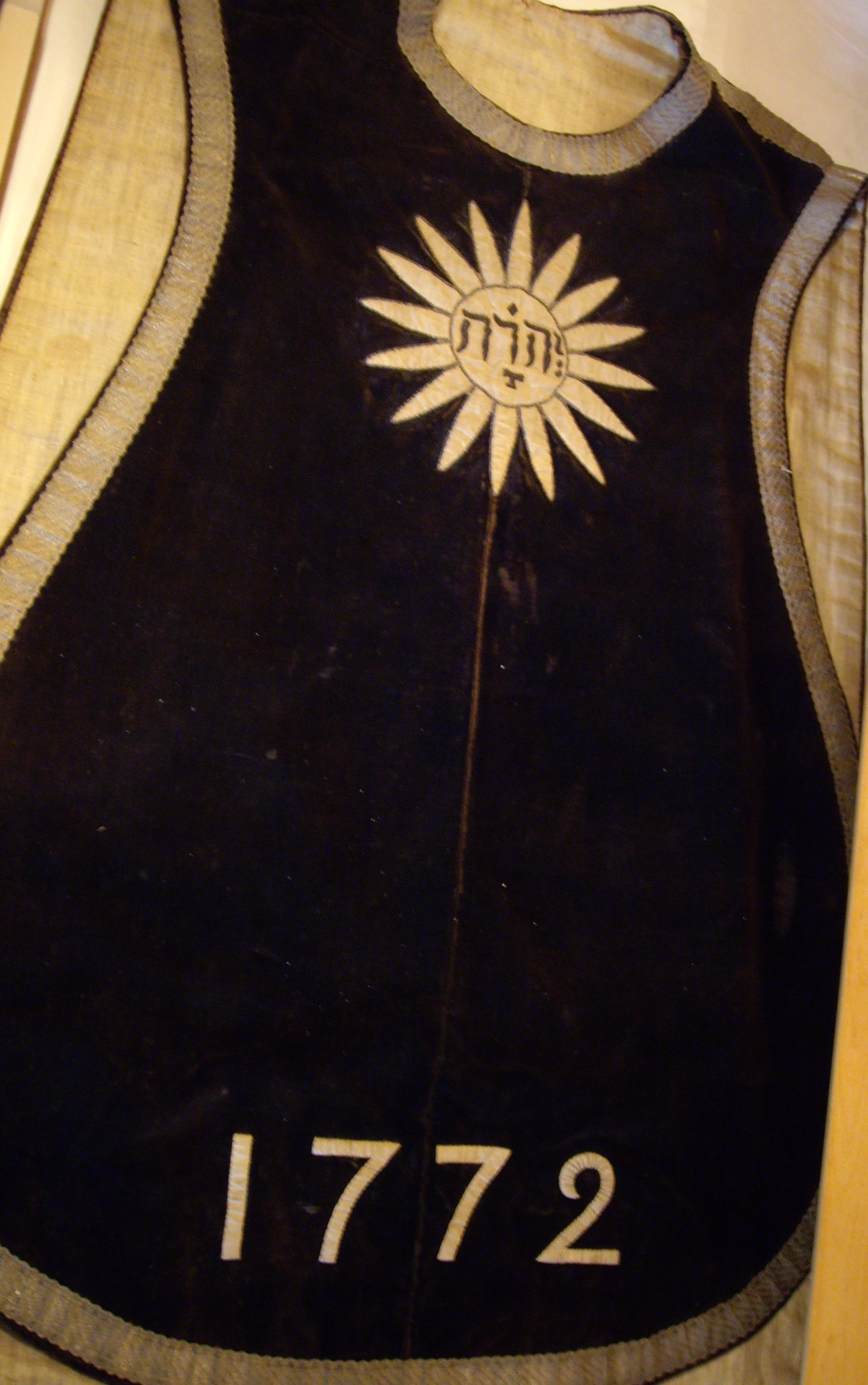
Mässhake från 1772
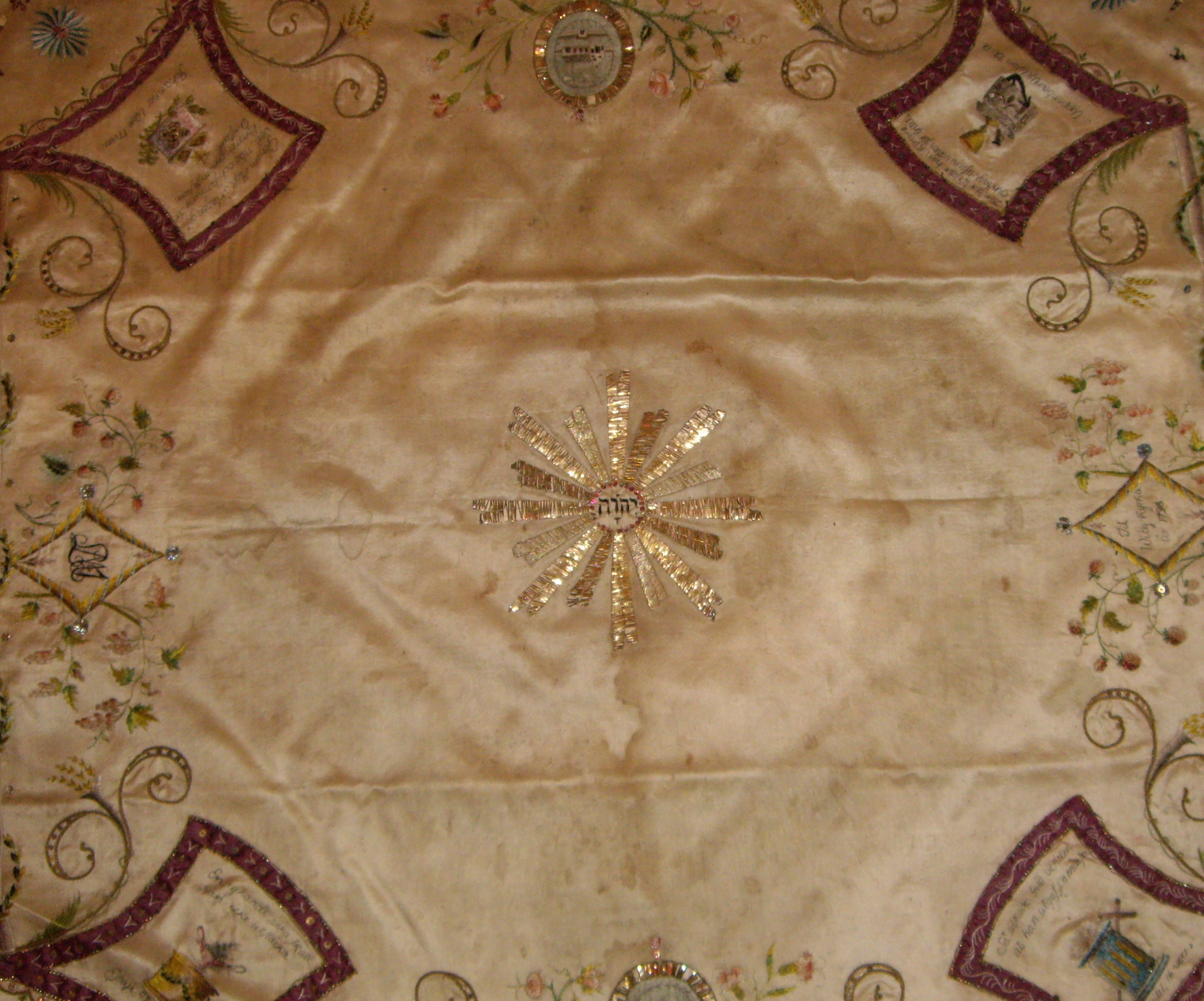
Kalkkläde från 1700-talet
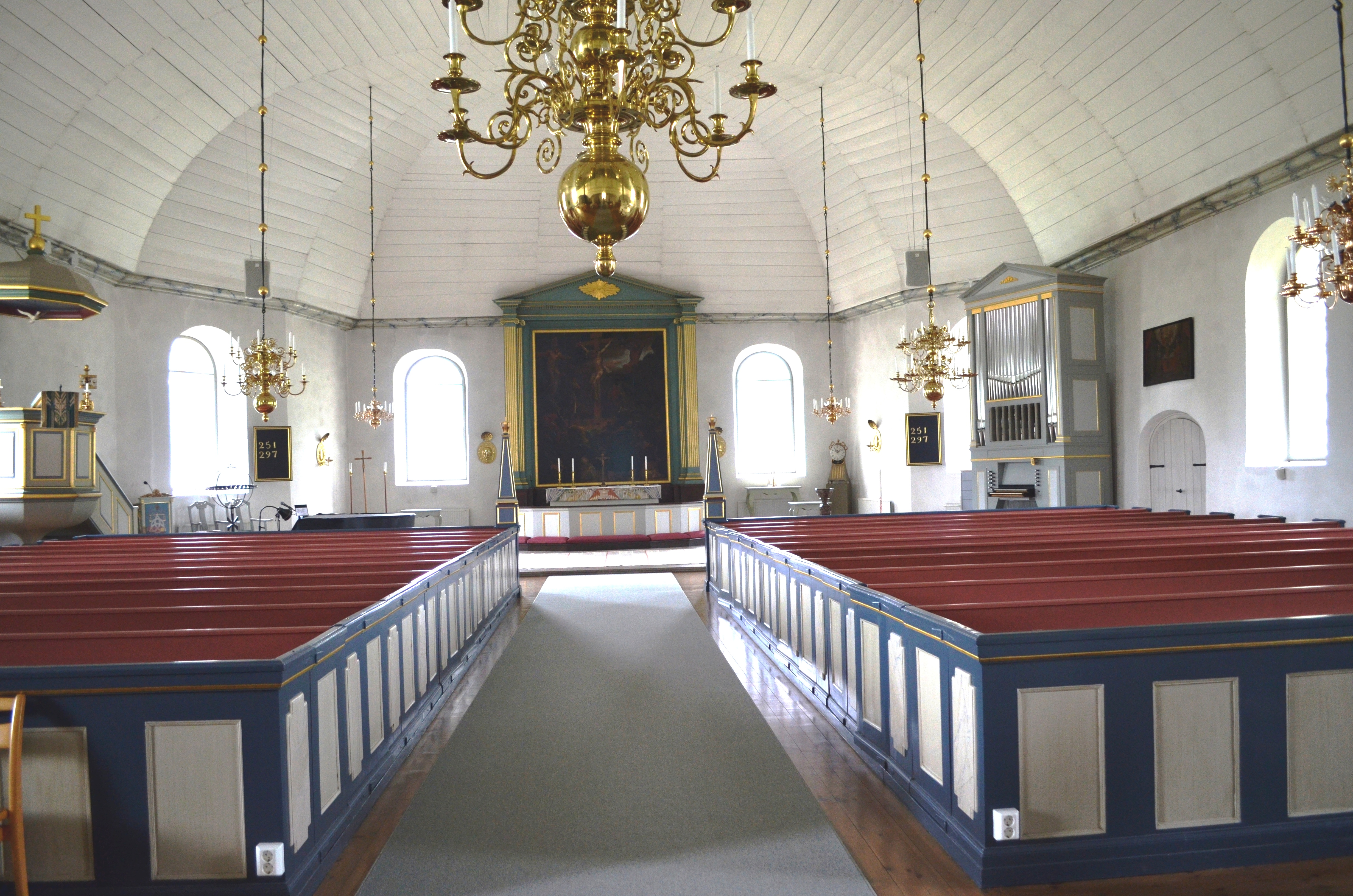
Viby kyrkas kyrksal
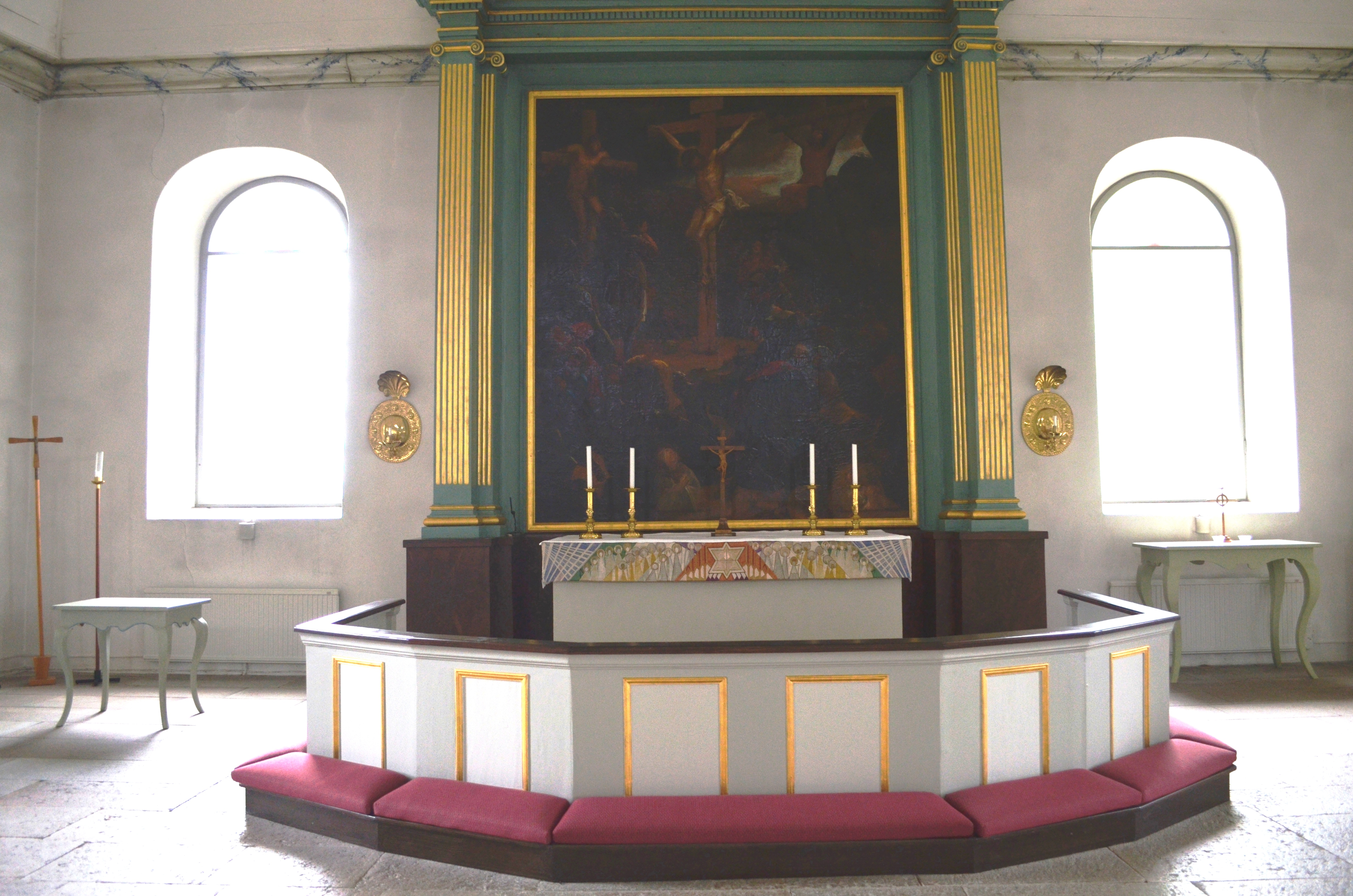
Viby kyrkas altare
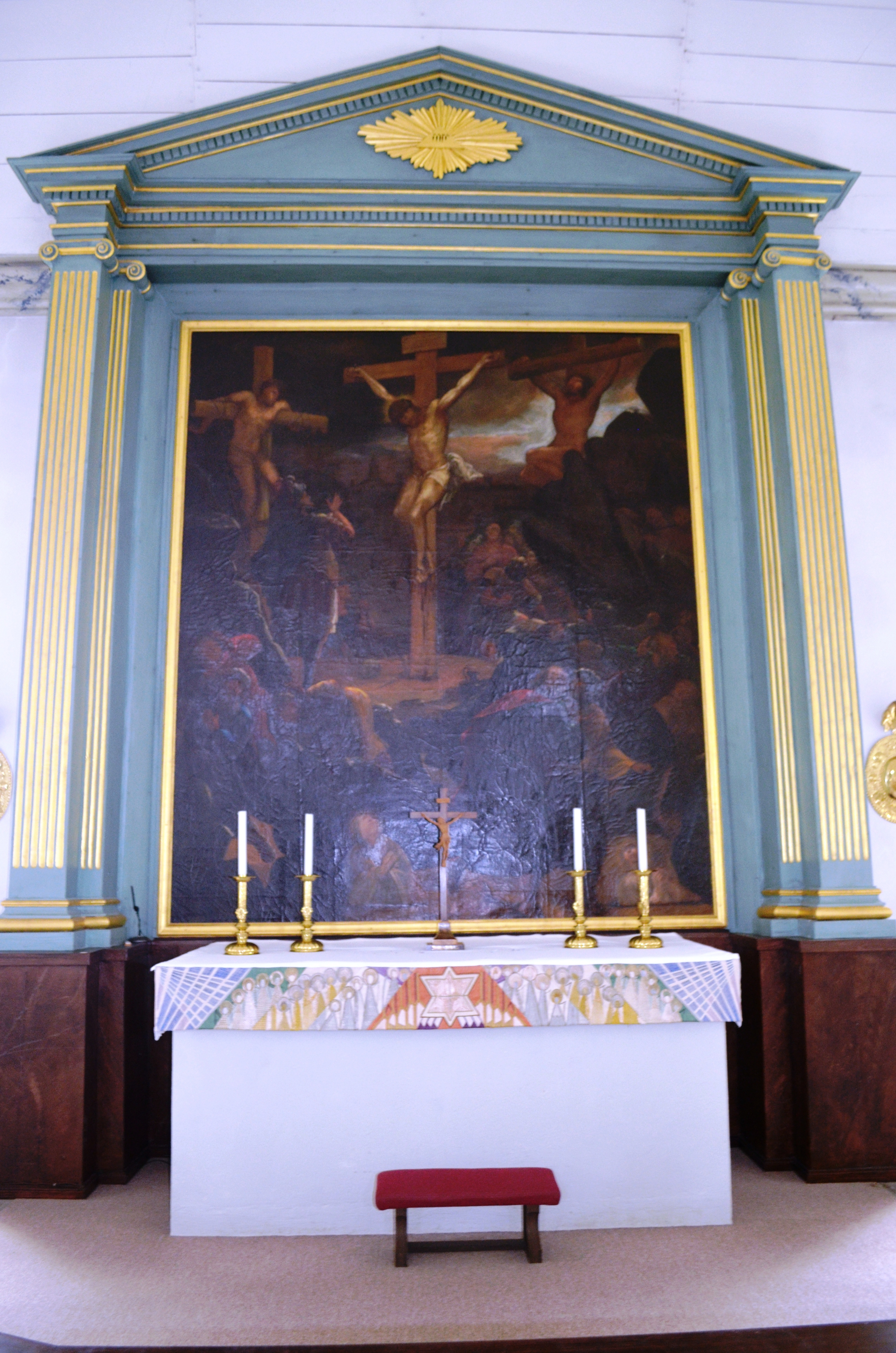
Viby kyrkas altartavla
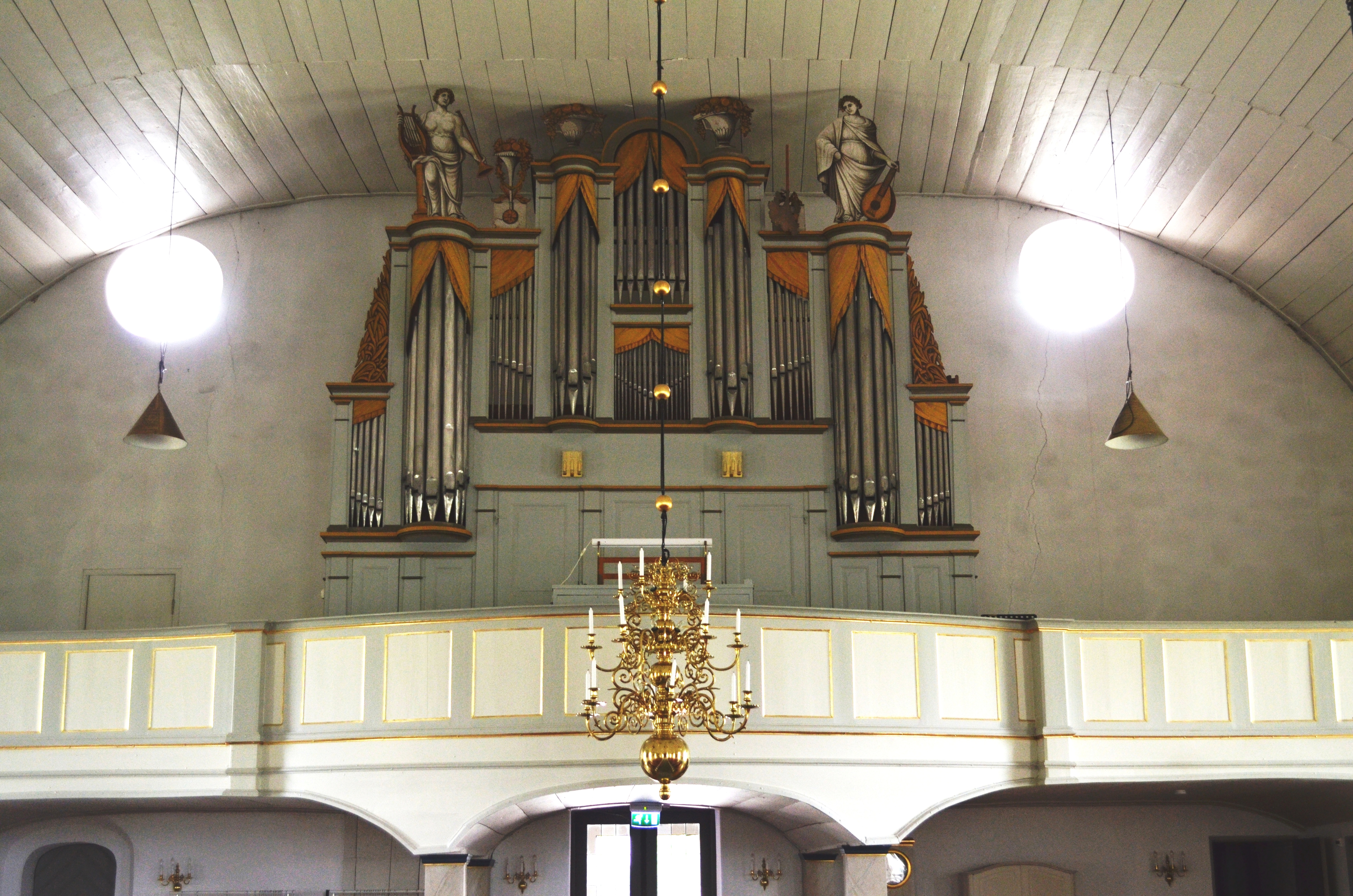
Viby kyrkas orgelläktare

### Webbkällor
- Mjölby kommun informerar[död länk]